# Mlýnský vrch
Mlýnský vrch  (527 i 521 m n.p.m.) – dwuwierzchołkowe wzniesienie w  północno-środkowych Czechach, w Sudetach Środkowych, na Obniżeniu Ścinawki (czes. Broumovska vrchovina).

## Położenie
Wzniesienie położone jest w północno-środkowej części Obniżenia Ścinawki, po południowej stronie od rzeki Ścinawki około 3,4 km na północny zachód od czeskiej miejscowości Broumov i 1,6 km na południowy zachód od miejscowości Hejtmánkovice.

## Charakterystyka
Mlýnský vrch jest najwyższym wzniesieniem Obniżenia Ścinawki (czes. Broumovská kotlina).  Wyrasta w południowo – zachodniej części obniżenia na Obszarze Chronionego Krajobrazu Broumovsko czes. CHKO Broumovsko. Jest to wzniesienie charakteryzujące się łagodnymi i stromymi zboczami, regularną rzeźbą i ukształtowaniem o wydłużonym kopulastym kształcie z niewyraźnie zaznaczoną częścią szczytową. Zbocza północne i północno-wschodnie wzniesienia stromo opadają w kierunku doliny Ścinawki, południowe i południowo-zachodnie łagodnie schodzą w kierunku miejscowości Hejtmánkovice. Po południowo-wschodniej stronie od niższego (505m) bezimiennego wzniesienia oddzielone jest niewielkim płytkim siodłem. Wzniesienie od północnego wschodu wyraźnie wydziela dolina rzeki Ścinawka. Podłoże wzniesienia zbudowane z iłowcowych i piaskowcowych skał cechsztyńskich oraz dolnotriasowch skał niecki śródsudeckiej. Szczyt i zbocza wzniesienia pokrywa warstwa młodszych osadów: glin, żwirów, piasków i lessów z okresu zlodowaceń plejstoceńskich i osadów powstałych w chłodnym, peryglacjalnym klimacie. Zbocza północne i częściowo południowe  porasta las iglasty z niewielką domieszką drzew liściastych. Partie szczytowe wzniesienia, zajmują łąki i pola uprawne. Położenie wzniesienia, kształt oraz rozległa płaska część szczytowa czynią wzniesienie rozpoznawalnym w terenie. U południowego podnóża wzniesienia rozpościera się miejscowość Hejtmánkovice. Po północnej stronie wzniesienia wzdłuż rzeki Ścinawka prowadzi szlak kolejowy oraz droga lokalna Broumov - Meziměstí.
Wzniesienie zaliczane jest do Korony Sudetów Czeskich.

## Inne
- Około 260m na północny zachód od mniejszego wierzchołka znajduje się drugi wyższy wierzchołek o kocie 527 m n.p.m.[2]
- U podnóża wschodniego zbocza nad brzegiem Ścinawy znajdują się ślady po dawnym młynie wodnym[3]
- Około 700m od szczytu na północno-zachodnim zboczu na skraju lasu przy czerwonym szlaku znajdują się wyrobiska trzech nieistniejących kamieniołomów[4]. Teren kamieniołomów jest zarośnięty drzewami i krzewami.
- W przeszłości ziemia, na której wznosi się wzniesienie, należała do zakonu Benedyktynów z Broumova.

## Turystyka
- Południowo-zachodnim zboczem poniżej szczytu prowadzi szlak turystyczny:

 czerwony - przebiegający przez Broumov i Meziměstí.